# خانية دربند
خانية دربند أو خانات دربند كانت خانية قوقازية تأسست في إيران الأفشارية. كانت تقع في جنوب داغستان وكان مركزها مدينة دربند.

## التاريخ
كانت أجزاء كبيرة من داغستان جزءًا من دول الخلافة الإسلامي ثم الدولة الصفوية الإيرانية منذ القرن السادس عشر. في بداية القرن الثامن عشر، وبعد التفكك البطيء للدولة الصفوية، اندلعت انتفاضات في شمال شرق القوقاز. وقد استفادت الإمبراطورية الروسية والإمبراطورية العثمانية من هذا، وكلاهما من المنافسين الإمبراطوريين للفرس، ففي عام 1722، أعلن بطرس الأكبر الحرب على بلاد فارس وبدأ الحرب الروسية الفارسية 1722-1723. كانت هذه هي المرة الأولى التي يقوم فيها الروس بحملة للاستيلاء على مدينة دربند وما بعدها في القوقاز. خلال فترة احتلال بطرس الأول لدربند، كان نائب المدينة هو الإمام قلي خان وكان شيعيًا بطبيعة الحال مثل بقية الدولة الصفوية. واضطر في النهاية مع الحصار لتسليم الإمبراطور الروسي مفاتيح أبواب المدينة.
أعاد بطرس الأول تعيين الإمام قلي خان رئيسًا لدربند وقواتها الأصلية بمنحه رتبة لواء. في أيلول 1723، وبعد الحرب الروسية الفارسية (1722-1723) ومعاهدة سانت بطرسبرغ [الإنجليزية] التي توصل إليها الصفويون مع الروس، اضطر الشاه الصفوي سلطان حسين، الذي كانت إمبراطوريته لسنوات في حالة من الفوضى والانهيار، إلى التنازل عن دربند إلى جانب العديد من الأراضي الإيرانية الأخرى في القوقاز. ومع ذلك، بعد بضع سنوات، وفيما يتصل بتفاقم العلاقات الروسية التركية، والنهضة الجديدة لبلاد فارس بقيادة القائد العسكري اللامع نادر شاه، وجدت روسيا نفسها مضطرة إلى التنازل عن جميع الأراضي بحلول آذار 1735 في معاهدة غنجة واستطاع الإيرانيون استعادة معظم أراضيهم، وقد تنازل الروس لإيقاف حرب مكلفة ضد بلاد فارس، وكذلك أراد الروس بناء تحالف ضد تركيا العثمانية، رغم أن إيران لم تُبدِ اهتمامًا. وقد استطاعت إيران استعادة معظم الأراضي الأخرى في معاهدة رشت عام 1732 كجزء من نفس الأسباب.
بعد وفاة نادر شاه في عام 1747 تفككت إمبراطوريته الضخمة وتشكلت المقاطعات الفارسية السابقة في القوقاز (الولايات الصفوية [الإنجليزية])، ما يقرب من عشرين خانية ذات أشكال مختلفة من الحكم الذاتي ، واحدة منها كانت خانية دربند التي شُكلَت حديثًا. ابتداءً من عام 1747، أصبح أول حاكم لخانية دربند يحمل لقب خان، وهو ابن الإمام كولي خان - محمد حسن (يُذكر أيضًا باسم ماغوميد حسين أو محمد حسين).

## جزء من خانية قوبا
في عام 1765، غزا خان قوبا، فتالي خان [الإنجليزية]، دربند ووحَّد خانية دربند مع ممتلكاته بمساعدة الشمخل [الإنجليزية] والأتسمي والقاضي لتابرستان. بعد استسلام الخانات، أُعميَ حاكمها محمد حسين خان دربند (فقد بصره) وسُجن أولًا في قوبا، ثم في باكو. وبعد فترة من الوقت تُوفي محمد حسين خان في باكو.
بعد وفاة فتالي خان، انهار حكمه شبه المستقل الذي لم يستمر طويلًا. خلفه أحمد خان، حكم لمدة عامين فقط وتوفي في آذار 1791 وبعد ذلك أصبح خان قوبا الجديد شقيقه الشيخ علي خان. ونتيجة لعدم رضاه عن سياسات الشيخ علي خان، أصبحت دربند مرة أخرى خانية مستقلة، والتي حصلت في أيار 1799 على خان خاص بها مرة أخرى، وكان هذا هو الابن الأصغر لفتالي خان، واسمه حسن آغا. وفي عام 1802 توفي حسن خان، وأعاد الشيخ علي خان السيطرة على دربند إلى خانية قوبا.

## استسلام إيران القاجارية القسري ونهاية الخانية
في عام 1806، خلال الحرب الروسية الفارسية 1804-1813 ، احتلت القوات الروسية الخانات. بموجب معاهدة جولستان، الموقعة في 12 تشرين الأول 1813، في قرية جولستان (في كاراباخ)، أُجبرت بلاد فارس على التنازل عن خانية دربند لروسيا، إحدى أهم معاقل المسلمين في القوقاز. وفقًا لشروط المعاهدة المذلة وسيئة السمعة، فقد أُجبرت إيران أيضًا على التنازل بشكل لا رجعة فيه عن خانية باكو، وخانية قره باغ، وخانية غنجة [الإنجليزية]، وخانية شيروان، وخانية شاكي، وخانية قوبا، ومنطقة جورجيا، وكامل داغستان، وبذلك خرجَت هذه المناطق من العالم الإسلامي لأول مرة، سوى المناطق التي حصلَت على استقلالها مثل أذربيجان أو المناطق المسيحية مثل جورجيا، بينما بقيَت الشيشان وداغستان ضمن الاتحاد الروسي رغم تعدادهما ذي الغالبية المسلمة.

## الأرض والجغرافيا والناس
امتدت أراضي خانية دربند جنوبًا من ممتلكات أوتسمي من قايتاق، إلى سفوح الإمارة التبسرانية [الإنجليزية] إلى الغرب، والحدود الشمالية الشرقية لخانية قوبا إلى الجنوب.
كتب المؤرخ الروسي سيميون ميخائيلوفيتش برونفسكي، الذي زار القوقاز في نهاية القرن الثامن عشر، عن دربند:
في عام 1796، كان هناك 2189 منزلًا، أحدها دار سك العملة، و450 متجرًا، و15 مسجداً، و6 خانات، و30 مصنعًا للحرير، و113 مصنعًا للورق، و50 متجرًا للحرف اليدوية المختلفة، ويبلغ عدد السكان من الجنسين 10 آلاف نسمة، وجميعهم ينتمون إلى المذهب الشيعي، وهم شعوب مختلطة، يبدو أن معظمهم من الفرس، حيث إن الجميع هنا يتحدثون ويكتبون باللغة الفارسية، باستثناء عدد من الأرمن.
وأضاف قائلًا:
ويعيش هناك شعوب أخرى من الأتراك والإيرانيين، لا يتجاوز عددهم 2000 نسمة. مثل الشاهسيفان [الإنجليزية] والتاراكاما [الإنجليزية]، وقد هاجروا قديمًا إلى داغستان، واستقروا في 17 قرية، ويظلون جزءًا من الطائفة الشيعية أيضًا. ويتحدثون اللهجة التتارية (الأذرية). إنهم مزارعون مجتهدون، يصنعون بعض أنواع الخبز والقطن والزعفران، ويمارسون تربية دودة القز لاستخراج الحرير، ويساهمون في الموارد الطبيعية التي تحتاجها المدينة، مثل الخشب والفحم والإمدادات الغذائية. وكانت أرضهم مليئة بكل المؤن والمروج والغابات والمياه. ينتهك سكان الجبال سلامهم بغاراتهم، ومع ذلك فإنهم قادرون في وسط الطبيعة على التصدي لهم، لأنهم شجعان ومسلحون دائمًا بسبب الحذر. لا يمكن لسكان خانية دربند بأكملها، بما في ذلك المدينة، أن يضموا أكثر من حوالي أربعة آلاف رجل مسلح، معظمهم من سلاح الفرسان، الذين يعتبرون في دربند الأفضل. ::

## طالع أيضًا
- سلالة القاجار
- الحروب الروسية الفارسية
- معاهدة جولستان
- معاهدة تركمانشاي
- تاريخ داغستان
- تاريخ شعب التات